# Lesbianes contra el Tancament de Mines
Lesbianes contra el Tancament de Mines (LAPC, per les sigles en anglès) va ser una aliança de dones lesbianes que es van unir per donar suport a la Unió Nacional de Miners i a diverses comunitats mineres al Regne Unit durant la vaga dels anys 1984 i 1985. Es van separar després d'una escissió del moviment Lesbians and Gays Support the Miners (LGSM) el novembre de 1984. Les membres de l'organització van participar en piquets contra els esquirols que lliuraven carbó a les fàbriques.

## Història
LAPC es va originar quan un nombre de membres de l'LGSM van decidir que necessitaven un espai només per a dones lesbianes, a causa de qüestions relatives al sexisme, la misogínia i la lesbofòbia entre els homes del moviment LGSM. Ray Goodspeed, membre d'LGSM, va afirmar: "Els homes a les reunions eren en general com els homes en la majoria de les reunions", i segons les fundadores de LAPC, quan es va parlar d'una única organització lesbiana a LGSM, "[els membres d'LGSM] sovint s'inhalen amb la burla". LAPC també es va formar com un grup per donar veu a les dones, com el grup Dones contra el Tancament de Mines, i per ajudar a dur les idees feministes a l'esfera dels homes treballadors, com als instituts de miners. Algunes dones van afirmar que van ser intimidats pels homes homosexuals que constituïen la major part d'LGSM.
Les aliances que la campanya va crear entre els grups LGBT i els grups obrers també van demostrar ser un important punt d'inflexió en l'evolució dels temes LGBT al Regne Unit. Grups de miners van començar a donar suport i participar en diversos esdeveniments d'orgull LGBT a tot el Regne Unit. A la conferència del Partit Laborista de 1985 a Bournemouth, es va aprovar per primera vegada una resolució de la comissió del partit per donar suport als drets d'igualtat LGBT a causa del vot en bloc de la Unió Nacional dels Miners; i els grups de miners eren un dels aliats més oberts de la comunitat LGBT a la campanya de 1988 contra la Secció 28.

## Activitats i finançament
LAPC utilitza tàctiques de finançament similars a l'LGSM, com ara recollir fons fora dels bars, discoteques i altres establiments de públic lèsbic. També es van posar en concerts benèfics per a dones i van intentar "involucrar altres persones en el que [estaven] fent", com ara recollir fons a la sortida dels supermercats.
Amb l'LGSM, van formar part d'un curtmetratge promocional anomenat All Out! Dancing in Dulais, sobre les seves activitats durant la vaga dels miners.

## Representació aOrgull
La pel·lícula Orgull, que representa la unitat de l'LGSM i la comunitat minera d'Onllwyn (Gal·les), també va esmentar l'organització escindida LAPC. Alguns han vist la seva representació en la pel·lícula com a "propera al ridícul" i "injusta i injustificada".